# ORP Ślązak (1917)
Pour les autres navires du même nom, voir ORP Ślązak.
L'ORP Ślązak était un torpilleur de la marine polonaise, l’un des premiers navires de cette marine, ancien A 59 allemand.

## Historique
Le navire a été lancé le 13 avril 1917 au chantier naval allemand AG Vulcan Stettin, et mis en service dans la marine impériale allemande le 9 juin 1917.
En 1919, il a été attribué à la Pologne par le Conseil des ambassadeurs dans le cadre de la répartition de la flotte allemande, avec ses navires-jumeaux ORP Podhalanin et ORP Krakowiak, l’ORP Kujawiak similaire, et deux autres torpilleurs (les ORP Mazur et ORP Kaszub). Après des réparations à Rosyth, au Royaume-Uni, il arrive en Pologne le 28 septembre 1921. Après des essais d'acceptation en décembre 1921 et des réparations en 1923, il entre en service dans la marine polonaise. Le 10 juin 1923, il est incorporé à l’escadrille de torpilleurs.
Les navires ont été remis à la Pologne sans armement et ils ont d’abord été armés de canons de 47 mm. À partir de 1924, ont été montés des canons de 75 mm français et des tubes lance-torpilles doubles de 450 mm. Le Ślązak a participé aux visites de navires polonais à l’étranger, comme en juin 1923 au Liban et à Riga, en 1929 à Copenhague, et en 1930 il était l’un des navires escortant le paquebot Polonia, sur lequel le président Ignacy Mościcki a navigué en visite officielle en Estonie.
À partir de 1937, l’ORP Ślązak a été utilisé comme navire cible pour l’aviation. Au début de la Seconde Guerre mondiale, il était ancré sur une baie près de Puck. À 6 h 15, le navire est attaqué par 6 bombardiers Heinkel He 111E du I/KG 1. Le navire n’a pas été touché et a survécu au raid. Il n’a pas été utilisé dans les opérations de combat. Après la fin des hostilités, il a été pris par les Allemands, puis a coulé tout en étant remorqué pour la ferraille à la hauteur de Redłowo.